# Piège évolutif
En biologie de l'évolution, l'expression « piège évolutif » désigne, chez des populations ou des taxons, un type de spécialisation trop étroite ou de maladaptation des traits d'histoire de vie à des changements environnementaux, conduisant à leur déclin ou leur disparition. 
Les pièges écologiques font partie des pièges évolutifs.
L'anthropisation trop intense peut conduire à des pièges évolutifs. L'ampleur et la vitesse des impacts humains sur l'environnement pourrait générer de nombreux pièges évolutifs mais paradoxalement les exemples clairs sont rares car cette notion est récente (M.A. Schlaepfer, 2002) et l'identification de tels pièges reste difficile.

## Exemples
Les tortues marines se déplacent en s'orientant vers l'horizon le plus lumineux qui, dans les conditions naturelles, est généralement la mer. L'anthropisation a pour conséquence le développement de lumières artificielles (éclairages de bord de route, éclairages, extérieurs de maison …) vers lesquelles elles se dirigent. Les tortues courent alors de graves risques d'hyperthermie et de mort au cours des heures chaudes de la journée dans ces milieux urbanisés. 
Chez près de la moitié des 800 espèces de figuiers dioïques, jusqu'à 95 % de la population de pollinisateurs de blastophages est éliminée chaque année dans les figues des pieds femelles longistyles (la longueur du style excède celle de l'ovipositeur des blastophages). La diécie est une stratégie évolutive qui détourne ces insectes au profit de la seule reproduction du figuier.
Un piège peut être l'impact de la lumière artificielle sur les invertébrés, notamment sur les pollinisateurs nocturnes, mais aussi sur les espèces clés de voûte diurnes. La pollution lumineuse urbaine réduirait en effet le succès reproducteur de plantes sur lesquelles ces derniers viennent se nourrir, ce qui pourrait entraîner, à terme, une diminution des ressources alimentaires,,.
Le parasitisme semble conduire à un piège évolutif lorsque le parasite est inféodé à un hôte, voire à plusieurs successivement pour certains, mais cette interaction biologique reste développée car elle apporte de nombreux avantages évolutifs.